# پیریاتین
۵۰°۱۵′ شمالی ۳۲°۳۲′ شرقی / ۵۰٫۲۵۰°شمالی ۳۲٫۵۳۳°شرقی
شهر پیریاتین (به روسی: Пирятин) در استان پولتاوا در کشور اوکراین واقع شده‌است. جمعیت این شهر ۱۶٬۶۶۴ نفر است.

## نگارخانه

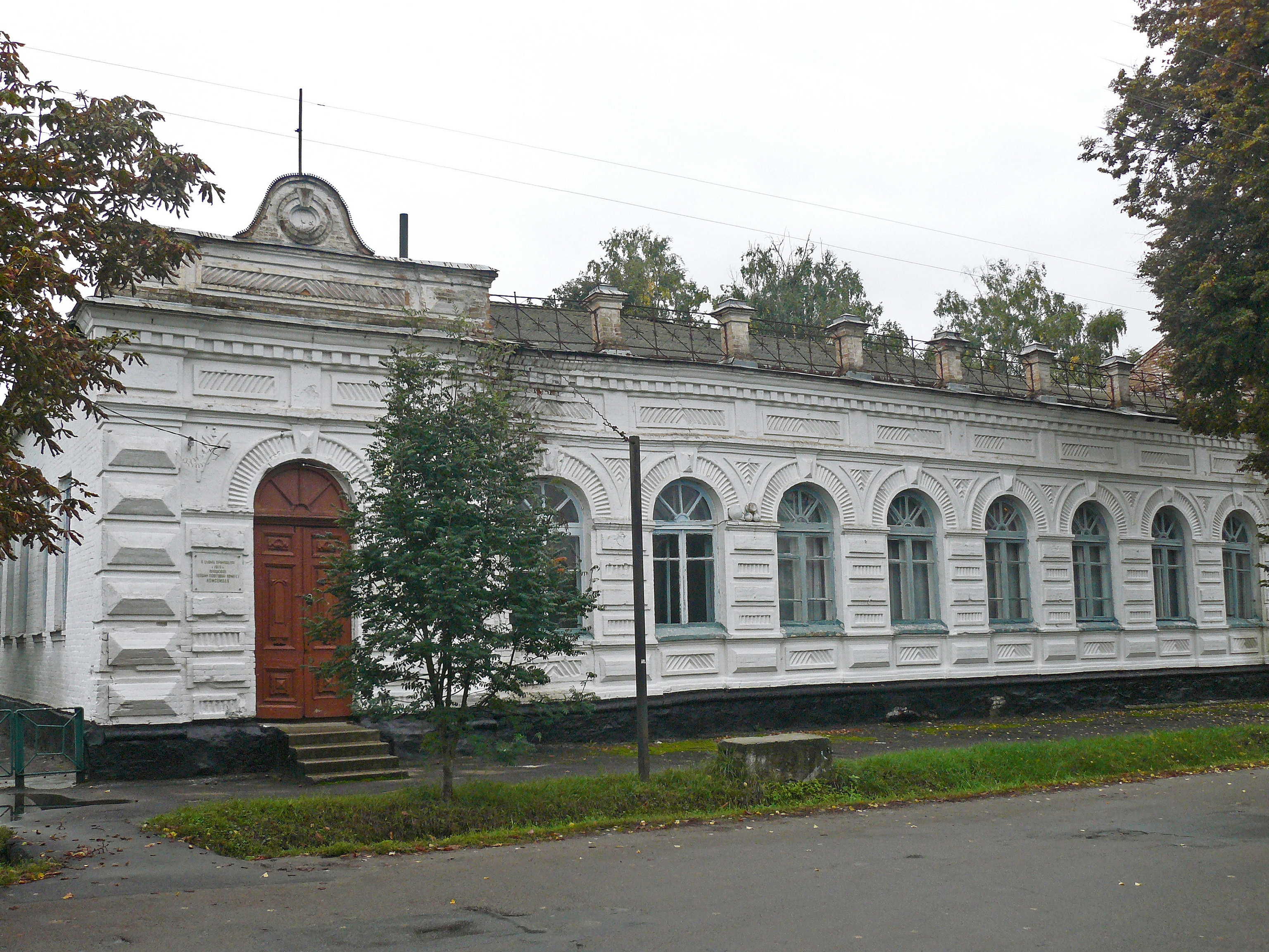
Historical building
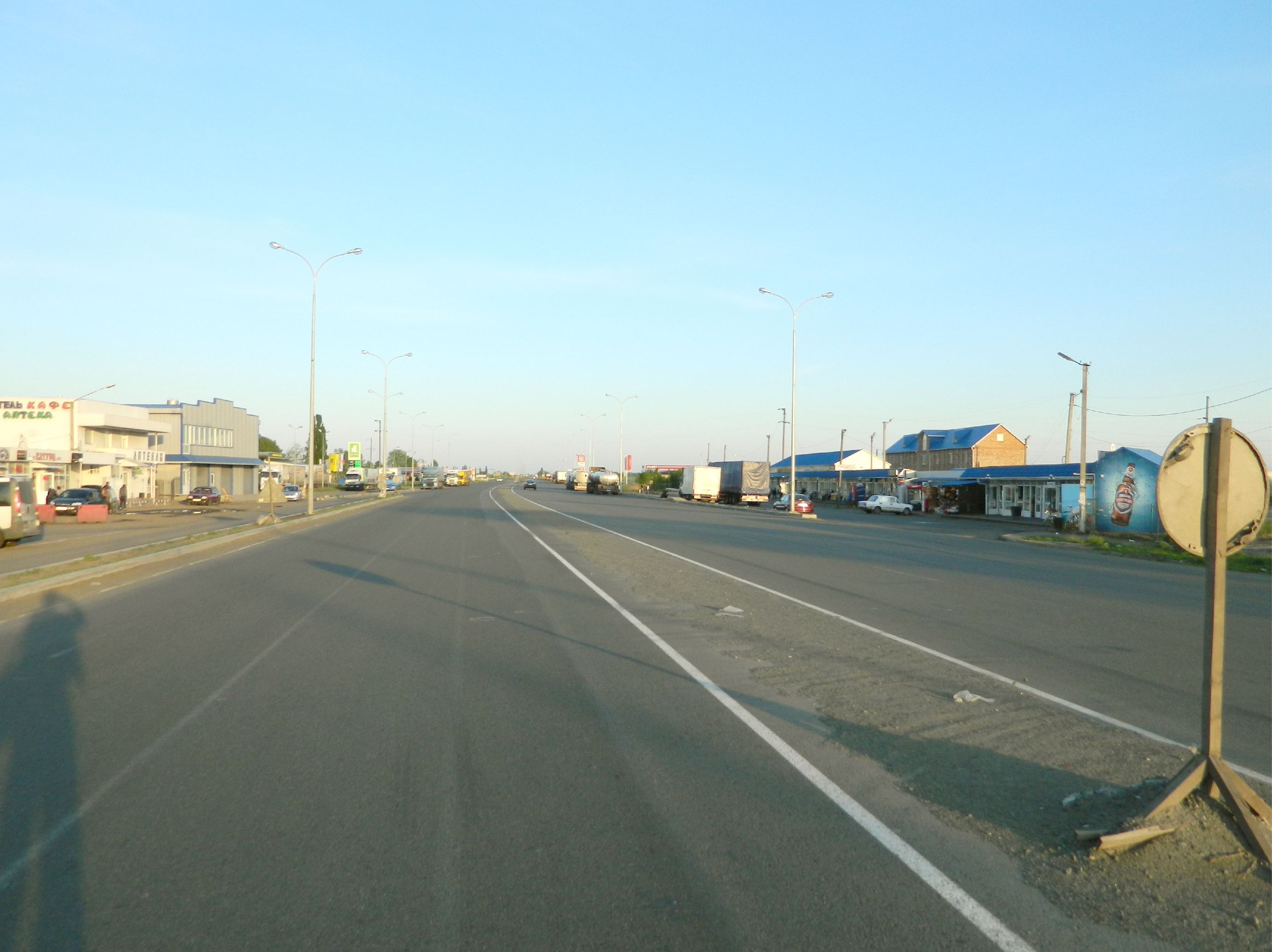
M03 Highway in Pyriatyn
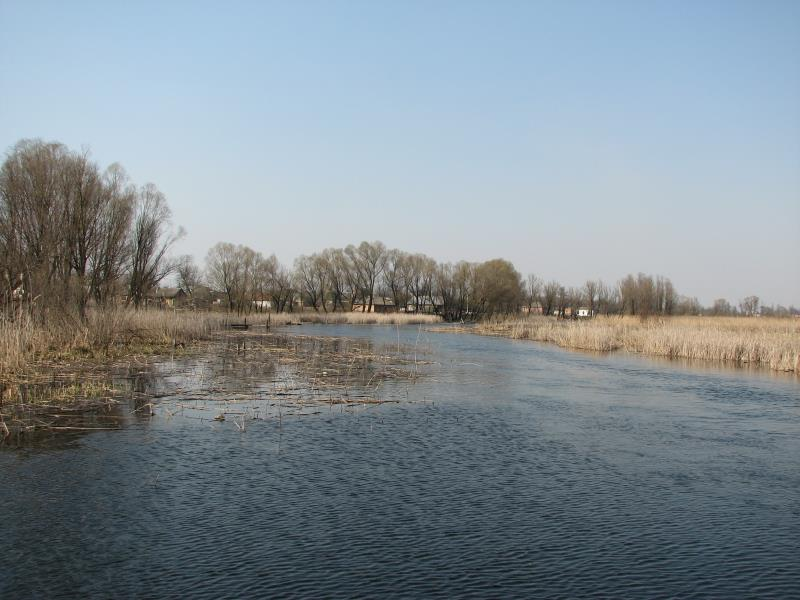
Udaj River near Pyriatyn